# مرتضي خوشبخت
مرتضي خوشباخت ((بالفارسية: مرتضی خوشبخت) ؛ولد في ۱۴ جمادی الثانی ۱۴۰۰ في طهران) هو مصارع إيراني.